# Damasia

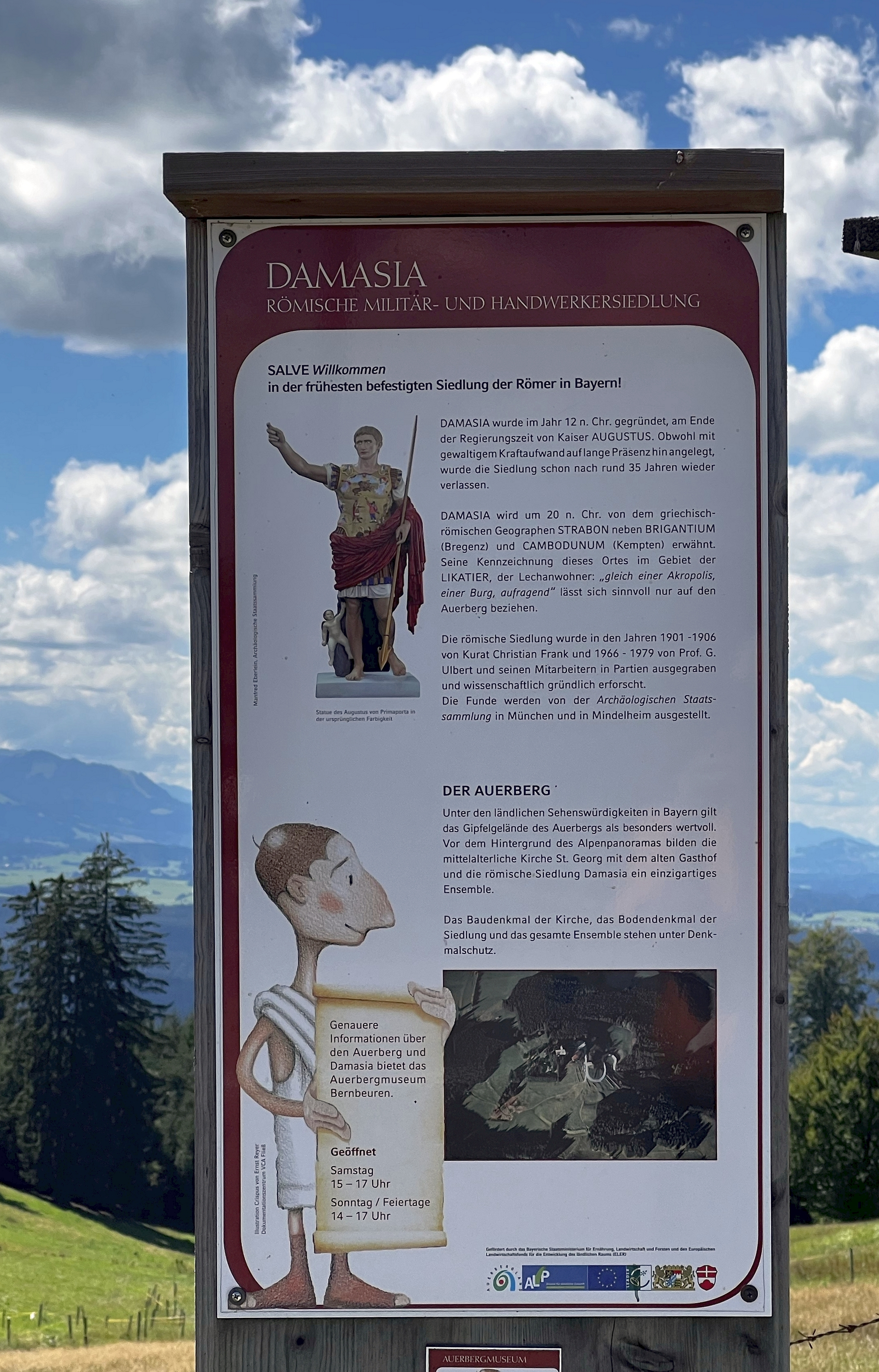
Infotafel auf dem Auerberg mit Bezeichnung „Damasia“ für die dortige römische Siedlung

Damasia (altgriechisch Δαμασία) ist ein von dem antiken griechischen Geschichtsschreiber und Geographen Strabon verwendeter Name für einen Ort in der römischen Provinz Raetia. Der Name findet sich in keiner weiteren antiken Quelle. Der Ort ist trotz zahlreicher Theorien bis heute nicht lokalisiert. In Folge solcher Theorien findet sich der Name in Sagensammlungen um Dießen am Ammersee und er wird im Umkreis von Bernbeuren für kulturelle und touristische Objekte und auch direkt als Bezeichnung der römischen Ansiedlung auf dem Auerberg verwendet.

## Nennung in Strabons Geographika
Strabon beschreibt in seinen Geographika in einem knappen (nur neun Sätze langen) Abschnitt die Völker der Provinz Raetia und erwähnt Damasia hierin als „gleichsam“ eine „Höhenburg“ (im griechischen Original „Akropolis“), die zum Stamm der Likatier gehöre:
„καὶ οἱ Ἐστίωνες δὲ τῶν Οὐινδολικῶν εἰσι καὶ Βριγάντιοι· καὶ πόλεις αὐτῶν Βριγάντιον καὶ Καμβοδοῦνον καὶ ἡ τῶν Λικαττίων ὥσπερ ἀκρόπολις Δαμασία.“
„Auch die Estionen und Brigantier gehören zu den Vindolikern [= Vindeliker]; ihre Städte sind Brigantium, Cambodunum und Damasia, das gleichsam die Burg der Licattier bildet.“
Dies ist das einzige Vorkommen des Namens „Damasia“ in Strabons Werk (und auch in antiken Quellen überhaupt). Dabei ist zu einzelnen Wortbedeutungen im griechischen Originaltext anzumerken:
- ἀκρόπολις akrópolis (hier mit „Burg“ übersetzt) bedeutet „Oberstadt, Burg, der höher gelegene, befestigte Teil der Stadt“.[3]
- ὥσπερ (hier mit „gleichsam“ übersetzt) kann darauf hinweisen, dass das folgende Wort (ἀκρόπολις, hier „Burg“) metaphorisch gemeint ist.[4][Anm. 2] Franz Ludwig Baumann etwa folgerte daraus, dass es sich bei Damasía nicht zwingend um eine vollwertige Stadt wie Brigantium und Cambodunum gehandelt haben muss, sondern Damasía auch eine „Quasi-Akropolis“, also „Quasi-Oberstadt“ gewesen sein könnte: „Diese Redeweise ist entschieden nicht zufällig; Strabo weiß vielmehr, daß Damasia nicht wie Cambodunum und Brigantium eine wirkliche Stadt, sondern nur eine Quasi-Hochburg sei, d. h. er bezeichnet Damasia damit, wie ich meine, deutlich als eine dieser nur im Falle der Not bewohnten und besetzten keltischen Bergvesten.“[5]

Strabon arbeitete an den Geographika wohl bis 23 n. Chr. (dem letzten von ihm beschriebenen datierbaren Ereignis, dem Tod von Juba II.). Es wird jedoch angenommen, dass er weite Teile seiner Textpassagen weit vorher verfasst hatte und nachträgliche Korrekturen nicht für jedes Detail eingearbeitet hatte. So ist beispielsweise aus der Gründung des römischen Augsburgs (Augusta Vindelicum) vor diesem Datum nicht abzuleiten, dass er den Namen „Damasia“ in jedem Fall korrigiert hätte, wenn Damasia tatsächlich am Ort von Augsburg gelegen hätte (und wenn die römische Gründung dann auch tatsächlich sofort neubenannt wäre), oder dass er die 12/13 n. Chr. erfolgte Gründung der Römersiedlung auf dem Auerberg hätte vermerken müssen. Hinzu kommt, dass Strabon keine wissenschaftlich präzise geographische Beschreibung des Alpenraumes und des Römischen Reiches insgesamt schaffen wollte, sondern sein Werk stark von der Propaganda des Kaisers Augustus und Gemeinplätzen (Topoi) der griechischen Gelehrtenwelt geprägt war.

## Lokalisierungsversuche
Die Likatier werden häufig mit den damaligen Bewohnern des Lechgebietes identifiziert, da der (allerdings so erst bei Claudius Ptolemäus um 150 n. Chr. nachweisbare) Flussname Λικίας Likias als der griechische Name des Lechs gilt. Allerdings lässt sich durch historische oder archäologische Quellen das likatische Siedlungsgebiet nicht sicher bestimmen, zumal es in der Zeit um Christi Geburt immer wieder zu kleinen „Völkerwanderungen“ und Umsiedlungen kam, die sich aber nicht in der schriftlichen Überlieferung niedergeschlagen haben.
Verortungen wurden für solche Orte im Lechgebiet postuliert, die eine Burg oder befestigte Ortsanlage in Höhenlage aufweisen („Akropolis“), oder auch Höhenkantenlagen am Lech (unter der Annahme, dass „Akropolis“ bei Strabon einfach bedeuten könne, dass der Siedlungsort nicht direkt am Fluss, sondern erhöht liegt).
Mit Stand 2022 drängt sich für keine keltische Fundstelle aus Strabons Zeit eine solche Deutung als „Akropolis“ auf. Somit können alle Lokalisierungsversuche als spekulativ angesehen werden.

### Dießen am Ammersee
Seit dem 16. Jahrhundert bis in die Mitte des 18. Jahrhunderts wurde Damasia als Dießen am Ammersee verortet und auch als dessen lateinischer Ortsname verwendet, möglicherweise „einem schwachhallenden Gleichklang“ der Namen zuliebe. Dies führte zu entsprechenden Erwähnungen in den Chroniken der Dießener Augustiner-Chorherren, deren Stiftsgebäude auf einer nach Osten abfallenden Anhöhe oberhalb des Marktes Dießen liegt. Diese Verortung wurde noch im 19. Jahrhundert diskutiert, aber bereits am Ende des 18. Jahrhunderts angezweifelt und letztendlich am Beginn des 20. Jahrhunderts als nicht haltbar angesehen.

### Hohenems
Mitte des 19. Jahrhunderts vermuteten einige Autoren Hohenems als Ort von Damasia, wobei die Likatier am Oberlauf des Lechs in Vorarlberg verortet wurden. Diese Verortung findet sich beispielsweise in der Strabon-Übersetzung von Albert Forbiger von 1856 in einer Fußnote zu Damasia.

### Augsburg
Augsburg (Augusta Vindelicum) als Verortung von Damasia wurde schon 1619 postuliert, im 19. Jahrhundert wiederholt als Verortung von Damasia genannt und in der ersten Hälfte des 20. Jahrhunderts als Stand der Forschung angesehen. Augsburg liegt teilweise über 30 Meter über dem Lechwasserspiegel, sodass es als Höhenburg im Sinne Strabons gelten könne, im Vergleich mit der 49 Meter über die nähere Umgebung heraufragende Akropolis von Athen.
Gegen Augsburg wird eingewendet, dass man ähnlich wie bei Brigantium/Bregenz oder Cambodunum/Kempten eine Fortführung des bei Strabon genannten Namens Damasia hätte erwarten können. Ein Gegeneinwand dazu ist die Vermutung, dass die Erhebung des Ortes zur „colonia“ eine Neubenennung veranlasst haben könnte. Ergänzend wurde angeführt, dass die Siedlung Damasia nicht genau auf dem Areal des späteren Augsburg gelegen haben könnte und die Verschiebung des Siedlungsareals für die Verdrängung des alten Ortsnamens gesorgt haben könnte.

### Auerberg

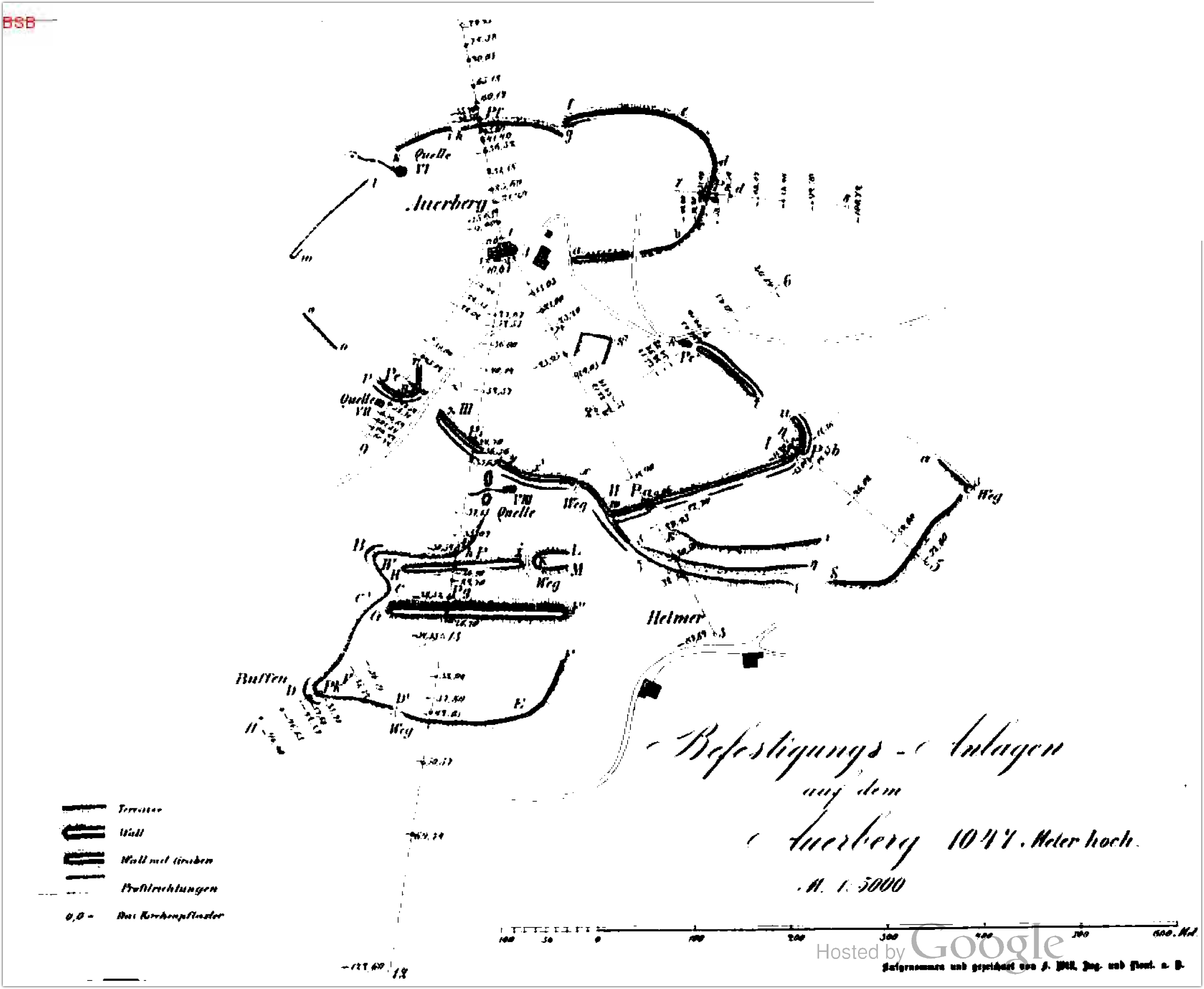
Befestigungsanlagen auf dem Auerberg, nach Franz Ludwig Baumann 1883

1878 verortete der Kemptener Historiker Franz Ludwig Baumann Damasia auf dem Auerberg an der Grenze des Allgäus zu Oberbayern. Dieser etwa 4 km vom Lech entfernt liegende Berg von 1055 m ü. NN Höhe ist der größte voralpenländische Berg im Lechraum und überragt seine Umgebung um etwa 200 Meter. Baumann sieht die in seinem 1883 erschienenen Werk bereits detailliert kartierte weitläufige Ringwallanlage im Gipfelbereich als keltisches Bauwerk an, das „im gesammten Lande zwischen der Donau und den Alpen seines gleichen nicht findet“, und er bezeichnet den Auerberg als „eine keltische Bergveste ersten Ranges“. Dies wurde bereits seinerzeit von anderen Autoren zurückgewiesen.
Seit 1968 durchgeführte Ausgrabungen und Untersuchungen ergaben ein von der Ringwallanlage als Stadtmauer umgebenes städtisches Siedlungsgebiet (Thermen, Werkstätten und weitere bauliche Anlagen), das genau wie die Wälle ab 12/13 n. Chr. errichtet wurde und dessen archäologischer Befund stark römisch geprägt ist. Trotz intensiver archäologischer Untersuchungen wurden dabei keine spezifisch keltischen Spuren oder sonstige Hinweise auf eine frühere dauerhafte Besiedelung im Auerberggebiet gefunden. An vorrömischen Fundstücken fanden sich trotz intensiver archäologischer Untersuchungen nur zwei Objekte der Latènezeit, die zudem in das 3. bis 2. Jahrhundert v. Chr., also in deutlich ältere Zeit datiert werden und somit nicht auf eine kontinuierliche vorrömische Besiedelung hinweisen.
Somit ist das zentrale Argument für den Auerberg, nämlich die „keltische Bergveste“, nicht bestätigt. Trotzdem halten einige Wissenschaftler auch im 21. Jahrhundert eine Verortung auf dem Auerberg für grundsätzlich möglich, da die römische Besiedlung dort bei der Fertigstellung von Strabons Werk schon einige Jahre existierte. In seinem Fazit zu den Ausgrabungen auf dem Auerberg kam der Archäologe C. Sebastian Sommer jedoch 2015 zu dem Ergebnis, dass diese Zuordnung bis auf weiteres nicht beweisbar ist, da Strabon nicht unbedingt präzise Kenntnisse von der Geographie des Voralpenlandes besaß und außerdem spätere Quellen zum Siedlungsraum der Likatier nicht unbedingt Rückschlüsse auf den Zustand zur Zeit Strabons zulassen.

### Weitere Hypothesen
1882 diskutierte Hugo Arnold, einer der frühen Unterstützer der Auerberg-Theorie, ausführlich die zu seiner Zeit bekannten Lokalisierungstheorien, darunter (neben Dießen, Hohenems und umfangreich Augsburg) Landsberg am Lech. Argumentiert für Landsberg wird im Verwaltungsbericht der Stadt Landsberg von 1889.
Der „Historische Verein Säuling“ gab 2012 einem Wirtschaftswissenschaftler die Möglichkeit zu einer Publikation, die Verortung von Damasia auf dem Burgberg in Füssen aus wirtschaftlichen Überlegungen, unter anderem wegen Eisenerzvorkommen am Säuling, heraus zu postulieren. Allerdings ist eine römische Besiedlung im heutigen Füssen erst ab dem 3. Jahrhundert nachweisbar, als dort ein römisches Heerlager entstand.

## Wirkungsgeschichte

### Damasia in der Sage als versunkene Stadt am Ammersee
Eine Sage „Die verschwundene Stadt Damasia“ wird in Sagensammlungen wiedergegeben, so in einer 2008 erschienenen Fassung, die im gleichen Jahr Gegenstand der Presseberichterstattung in Landsberg am Lech war. Diese Sage erzählt von einer „schönen, stolzen Stadt namens Damasia“ am heutigen Ort des Ammersees, die bei einem Unwetter von Wassermassen überflutet wurde, die letztendlich den Ammersee gebildet hätten. Der Rest dieser Stadt sei das heutige Dießen. Als Hintergrund ist möglich, dass bis ins 19. Jahrhundert angenommen wurde, dass Dießen am Ammersee der Ort des antiken Damasia sei (siehe Artikelabschnitt Dießen am Ammersee), sich dort aber keine Hinweise auf eine Besiedelung in antiker Zeit gefunden haben. (Dass Damasia als „gleichsam eine Akropolis“ möglicherweise in erhöhten und damit schwer zu überflutenden Lagen zu suchen gewesen wäre, muss bei der Entstehung solcher Erzählungen nicht gegenwärtig gewesen sein.)
„Die versunkene Stadt“ Damasia als lokales Pendant zu Atlantis im Landkreis Landsberg am Lech, eingebettet im thematischen Rahmen einer klassischen Heldenreise, war das Motiv des 2011 von Wolfgang Hauck und Peter Pruchniewitz in Landsberg am Lech mit dem Theater „Die Stelzer – Theater auf Stelzen“ inszenierten Freilichttheaterstücks Licca Line –  eine Fahrt ins sagenhafte Damasia. Dabei spielte die mythische Welt von Damasia, „unter und über dem Lech und um den Lech herum“, „in der die Zeit still steht und man nicht mehr altert“, eine zentrale Rolle. Diese Festspielproduktion wurde 2011 und 2015 im Rahmen des traditionellen Landsberger Ruethenfests und 2012 zur 850-Jahr-Feier der Stadt Landsberg am Lech aufgeführt. Hauck und Pruchniewitz wurden für die Inszenierung 2012 mit dem Ellinor Holland Kunstpreis ausgezeichnet.

### Damasia als Name der Römersiedlung auf dem Auerberg

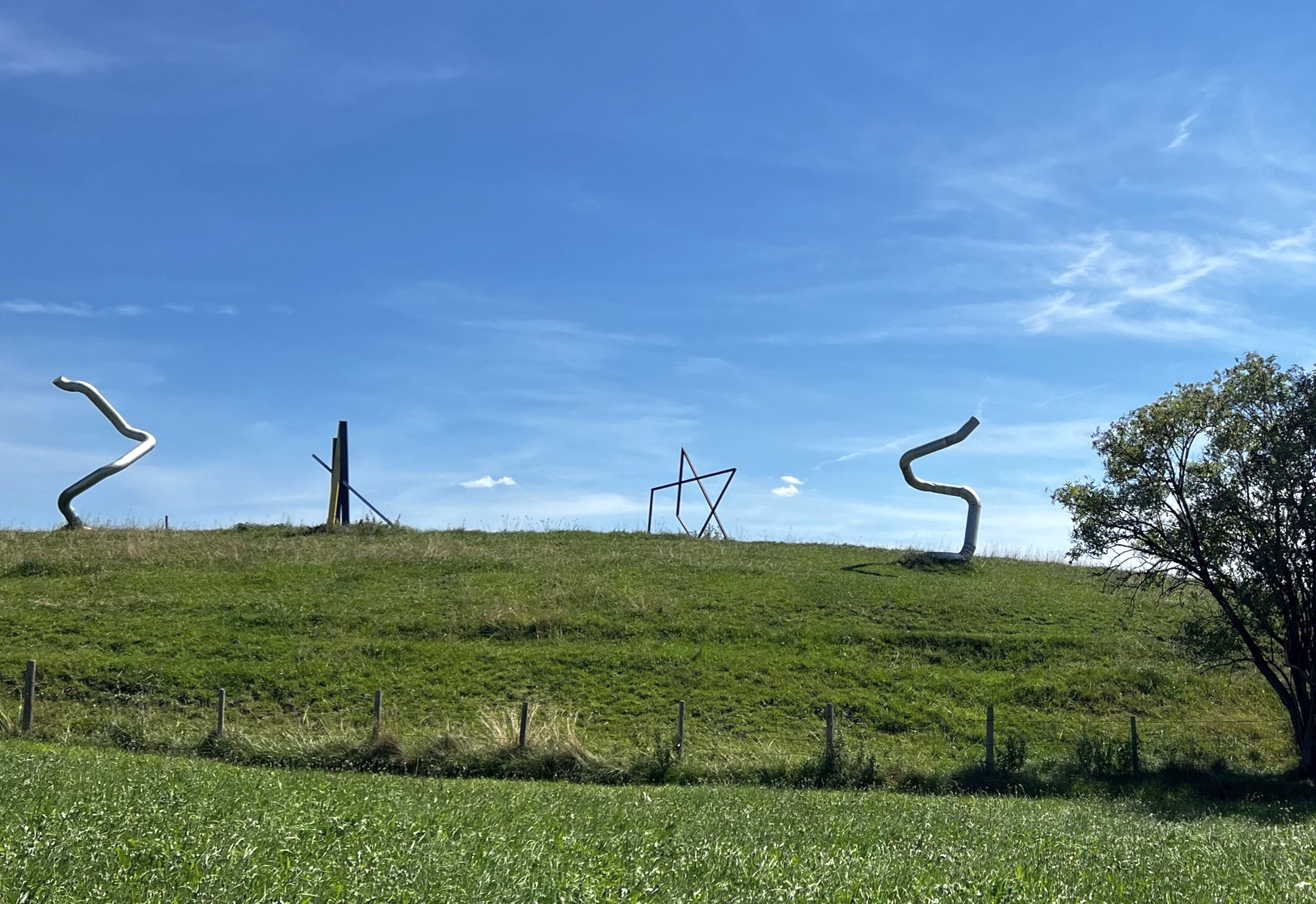
„Sculpturenpark Area Damasia“ bei Bernbeuren. Rechts die Skulptur „Strabon“ (2010)

Die Theorie der Verortung Damasias als keltische Stadt auf dem Auerberg wurde ab den 1950er Jahren von dem Allgäuer Heimatpfleger Alfred Weitnauer aufgegriffen und in diversen Veröffentlichungen (darunter Sagensammlungen) propagiert. In der Folge prägte die Vorstellung, auf dem eigenen Gemeindegebiet eine historisch bedeutende Örtlichkeit zu haben, die kulturelle und touristische Selbstdarstellung der östlich des Auerbergs gelegenen Gemeinde Bernbeuren. Dort wird im Auerbergmuseum im Kiebelehaus Strabons Textstelle interpretativ wiedergegeben mit einer Wandinschrift „Wie eine Akropolis liegt Damasía auf dem Berge“. Im Museumsflyer, auf touristischem Infomaterial und auf Infotafeln im Ort und auf dem Auerberg wird die Römersiedlung direkt als „Damasia“ bezeichnet, und dieser Name wird zumindest in Einzelfällen auch im Unterricht vermittelt. Ein Wanderweg zur Römersiedlung mit Informationstafeln zu Natur, Umwelt und Geschichte wurde 2011 „Via Damasia“ benannt.
Die Theorie inspirierte lokale Künstler dazu, auf dem nahegelegenen Moränenhügel Reisach einen von der von Burggen herführenden Straße weithin sichtbaren „Sculpturenpark Area Damasia“ zu errichten. Für diesen wurde 2009 eine Beseitigungsverfügung des Landratsamtes vom Verwaltungsgericht zurückgewiesen.
Auch haben Hobbyforscher, darunter der Initiator des „Sculpturenpark Area Damasia“, umfangreiche Werke zur Unterstützung der Hypothese einer Keltensiedlung „Damasia“ auf dem Auerberg vorgelegt, die jedoch von Methodik und Ergebnis her nicht die Zustimmung der seriösen Fachwissenschaft finden konnten.